# 영주 (드라마)
《영주》는 2016년 2월 7일에 SBS에서 방영된 특집 드라마다. 자신의 고향 영주, 자신의 이름이 영주인 것조차 싫어 이름까지 바꾸려 했던 영주의 이야기를 그린 드라마다.

## 등장 인물

### 주요 인물
- 김희정 : 영주 역
- 최민수 : 만식 역 (젊은 시절 : 이건희)
- 한다감 : 해숙 역 (젊은 시절 : 김세온)

### 그외 인물들
- 주성민 : 재홍 역
- 정영민 : 도치 역
- 박남현 : 오봉 역
- 오지영 : 순덕 역
- 강남길 : 철민 역
- 김재홍
- 손하정
- 남현정
- 이주미
- 허서영
- 윤태홍
- 김범수
- 강성호
- 김민채
- 김준용
- 송채린
- 한호용

### 우정출연
- 김현정
- 정진수